# Feira do Bonito de Burela
La Feira do Bonito (Fira del Bonítol en gallec) és una festa gastronòmica que se celebra al port de Burela, a la província de Lugo, el primer dissabte d'agost. Va començar a celebrar-se el 1985 i està declarada festa d'interès turístic de Galícia.
L'organitza des dels seus orígens l'Associació Cultural Ledicia i en ella col·laboren diferents organismes com la Confraria de Pescadors San Xoán Bautista o ABSA. Per promocionar el bonítol del nord, es reparteix aquest peix entre els assistents cuinat segons diferents especialitats: a la graella, cuit o en empanada, entre d'altres.